# Skiallagma baueri
Skiallagma baueri är en trollsländeart som beskrevs av W. Foerster 1906. Skiallagma baueri ingår i släktet Skiallagma och familjen dammflicksländor. Inga underarter finns listade i Catalogue of Life.